# Special Inspector General for Afghanistan Reconstruction
Special Inspector General for Afghanistan Reconstruction (SIGAR) ist die Aufsichtsbehörde der US-Regierung für den Wiederaufbau Afghanistans. Der Kongress schuf das Büro des Sondergeneralinspektors für den Wiederaufbau Afghanistans, um eine unabhängige und objektive Überwachung der Mittel für den Wiederaufbau Afghanistans zu gewährleisten. Unter der Autorität von Section 1229 des National Defense Authorization Act for Fiscal Year 2008 (PL 110-181) führt SIGAR Audits, Inspektionen und Untersuchungen durch, um die Wirtschaftlichkeit von Wiederaufbauprogrammen zu fördern und Abwege, Betrug und Missbrauch von Steuergeldern zu erkennen und zu verhindern. SIGAR verfügt auch über eine Hotline, über die Einzelpersonen mutmaßlichen Betrug melden können.
Die Aufgabe von SIGAR ist es, „die Wirtschaftlichkeit und Effizienz von US-finanzierten Wiederaufbauprogrammen in Afghanistan zu fördern und Betrug, Verschwendung und Missbrauch durch unabhängige, objektive und strategische Audits, Inspektionen und Untersuchungen aufzudecken und zu verhindern“.

## Vierteljährliche Berichte
Das öffentliche Gesetz 110-181 weist SIGAR an, dem Kongress einen vierteljährlichen Bericht vorzulegen. Dieser vom Kongress in Auftrag gegebene Bericht fasst die Prüfungen und Ermittlungsaktivitäten von SIGAR zusammen. Der Bericht bietet auch einen Überblick über die Wiederaufbaumaßnahmen in Afghanistan und enthält eine detaillierte Aufstellung aller mit dem Wiederaufbau verbundenen Verpflichtungen, Ausgaben und Einnahmen.
Im Rahmen seines gesetzgeberischen Mandats verfolgt SIGAR im Quartalsbericht den Status der US-Mittel, die für Wiederaufbaumaßnahmen in Afghanistan bereitgestellt, verpflichtet und ausgezahlt wurden.
Zum 30. September 2019, akkumuliert seit 2002, hat der US-Steuerzahler rund 132,55 Milliarden US-Dollar für Hilfe und Wiederaufbau in Afghanistan ausgezahlt. Diese Mittel werden in vier Kategorien dargestellt:
- 82,55 Milliarden US-Dollar für Sicherheit (4,57 Milliarden US-Dollar für International Narcotics Control and Law Enforcement (INCLE) Bekämpfung von Betäubungsmittel/Drogenhandel)
- 34,46 Milliarden US-Dollar für Governance und Entwicklung (4,37 Milliarden US-Dollar für International Narcotics Control and Law Enforcement (INCLE) Anti-Drogen-Initiativen Drogenhandel)
- 3,85 Mrd. US-Dollar für humanitäre Hilfe
- 11,70 Milliarden US-Dollar für zivile Operationen.[4]

## Geschichte

### Inspector General

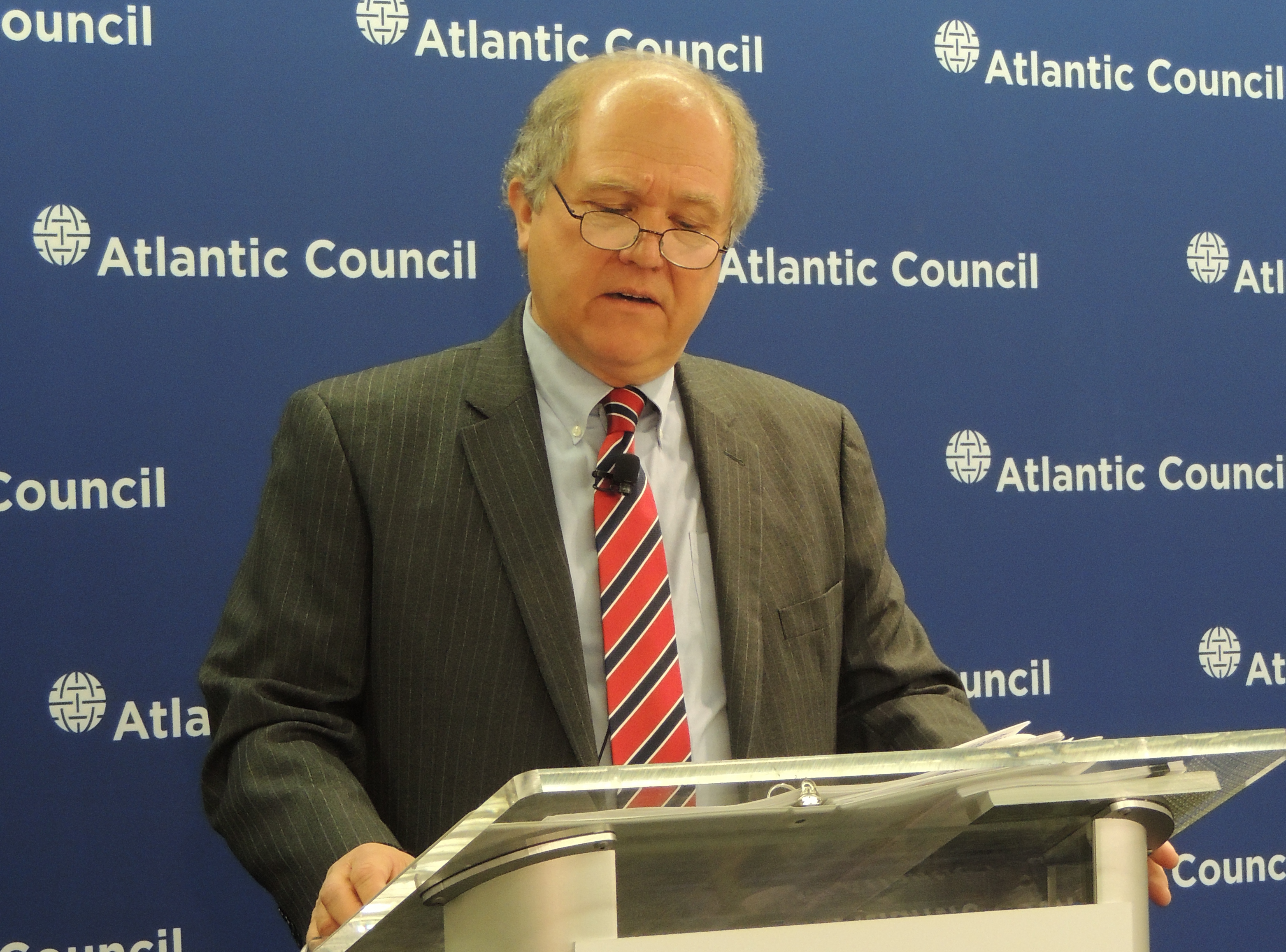
John F. Sopko bei einem Vortrag des Atlantic Council 2014

2012 ernannte Präsident Barack Obama John F. Sopko zum Generalinspektor. Sopko verfügt über mehr als 30 Jahre Erfahrung in Aufsicht und Ermittlungen als Staatsanwalt, Kongressberater und leitender Berater der Bundesregierung. Zu SIGAR kam er von Akin Gump Strauss, Hauer & Feld LLP, einer internationalen Anwaltskanzlei mit Sitz in Washington, DC, wo er seit 2009 Partner war. Neben seinen Erfahrungen in der Exekutive verfügt er über 20 Jahre Erfahrungen in Stäben der Gesetzgeber.
Er war im Stab des Repräsentantenhaus der Vereinigten Staaten für United States House Committee on Energy and Commerce, sowie im Stab des United States Senate: United States Senate Homeland Security Permanent Subcommittee on Investigations.

### Amtsvorgänger

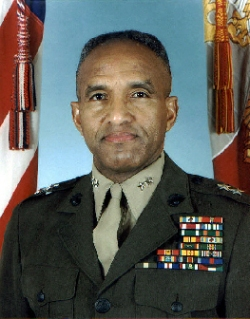
Arnold Fields Major General, USMC

- Juni 2008 bis Januar 2011: Arnold Fields[A 1]
- 10. Februar bis 4. August 2011: Herb Richardson[A 2]
- 29. Dezember 2011 -2012: Steve J. Trent[6]

### Deputy Inspector General
Seit 4. September 2012 ist Gene Aloise stellvertretender Generalinspektor von SIGAR.
Aloise verfügt über 38 Jahre Erfahrung beim Government Accountability Office.

### Beschäftigte und Dienstorte
SIGAR meldete im Oktober 2014 dem Kongress die Beschäftigung von 197 Bundesangestellten.
29 US-Bürger und drei Afghanen in der US-Botschaft in Kabul und acht weitere US-Bürger in Kandahar, Bagram Air Base und Mazar-i-Sharif.

### Anerkennung
- Im Oktober 2014 wurden mehr als zwei Dutzend Mitarbeiter des SIGAR bei der 17. jährlichen Verleihung der Auszeichnungen des Council of the Inspectors General on Integrity and Efficiency für herausragende Leistungen ausgezeichnet. Die Auszeichnungen umfassten den Sentner Award for Dedication and Courage, zwei Auszeichnungen für hervorragende Leistungen im Bereich Wirtschaftsprüfung und zwei Auszeichnungen für herausragende Leistungen im Sonderbereich.[7]

- Im Oktober 2012 wurden die SIGAR Audit- und Ermittlungsteams die vom Council of the Inspectors General on Integrity and Efficiency für Awards for Excellence gekürt. Zu den Auszeichnungen gehörten der Sentner Award, eine Auszeichnung für hervorragende Prüfungsleistungen und eine Untersuchungsauszeichnung für hervorragende Leistungen.[8]

- Im Mai 2012 erhielten die SIGAR-Spezialagenten vom U.S. Attorney’s Office for the Eastern District of Virginia für ihre Arbeit in einem großen Bestechungsfall in Afghanistan einen Public Service Award.
- Im Oktober 2011 wurde einem SIGAR-Auditteam der Sentner Award für Engagement und Mut für seine Arbeit in der Provinz Laghman verliehen, bei der das Notfallprogramm des Kommandanten geprüft wurde.
- Im Oktober 2011 wurde ein weiteres SIGAR-Team für die Prüfung der Einrichtungen der afghanischen National Security Force mit einem Award for Excellence ausgezeichnet.[9]

### Information
Die Berichterstattung durch SIGAR fand bei den US-Gesetzgebern Aufmerksamkeit. Die Aufsichtsbehörde wandte Methoden an, welche wissenschaftlichen Standards genügen. Zu den beforschten Themen zählte:
die öffentliche Ordnung in Afghanistan, United States Agency for International Development in Afghanistan, Projekte in Afghanistan, Korruption in Afghanistan und die Da Afghanistan Bank.

### Desinformation
SIGAR veröffentlichte zwei Lessons Learned-Berichte, zum Thema Nationenbildung, in einem verschleiernden Fachjargon und unterschlug die kritischsten Kommentare aus den Interviews. The Washington Post klagte auf Offenlegung der Originalinterviews basierend auf dem Freedom of Information Act. Die Richterin Amy Berman Jackson vom US-Bezirksgericht im Bezirk Columbia entschied auf Herausgabe der Originalinterviews. So konnte die The Washington Post diese Desinformation aufdecken.

## Aufsichtstätigkeit

### Audits
Das Audits Directorate von SIGAR führt Audits und Inspektionen von Wiederaufbaumaßnahmen in Afghanistan durch. Diese Prüfungen zielen auf eine Reihe von Programmen und Aktivitäten ab, um das gesetzgeberische Mandat von SIGAR zu erfüllen. Sie identifizieren Probleme im Zusammenhang mit den Wiederaufbaumaßnahmen der Vereinigten Staaten und geben Empfehlungen zur Verbesserung der Effizienz und Effektivität.
Die Prüfungen von SIGAR reichen von der Bewertung der Programmrichtung bis hin zu engeren Prüfungen bestimmter Verträge oder Aspekten des Vertrags- und Programmmanagements. Bei den Inspektionen von SIGAR handelt es sich um schnelle Folgenabschätzungen, um festzustellen, ob Infrastrukturprojekte ordnungsgemäß erstellt wurden, wie beabsichtigt verwendet werden und aufrechterhalten werden können. SIGAR führt auch forensische Überprüfungen von Wiederaufbaumitteln durch, die vom Verteidigungsministerium, dem Außenministerium und der US-amerikanischen Agentur für internationale Entwicklung verwaltet werden. Diese forensischen Überprüfungen identifizieren Anomalien, die auf Betrug hinweisen können.

### Ermittlungen
Das Investigations Directorate führt strafrechtliche und zivilrechtliche Ermittlungen in Bezug auf Verschwendung, Betrug und Missbrauch im Zusammenhang mit Programmen und Operationen durch, die mit US-Mitteln für den Wiederaufbau Afghanistans unterstützt werden. Die Ergebnisse werden durch strafrechtliche Verfolgung, zivilrechtliche Schritte, Einziehung von Geldern sowie Aussetzung und Aussetzung erzielt.
Um seinen Auftrag zu erfüllen, verfügt SIGAR über die volle Strafverfolgungsbehörde des Bundes durch seine Ermächtigungsgesetze, wie sie im National Defense Authorization Act von 2008 definiert sind. Die SIGAR Special Agents untersuchen Straftaten im Zusammenhang mit Beschaffungsbetrug, Vertragsbetrug, Diebstahl, Korruption, Bestechung von Regierungsangestellten und der Öffentlichkeit Beamte und eine Vielzahl von zivilrechtlichen Angelegenheiten im Zusammenhang mit Verschwendung und Missbrauch von US-Steuergeldern.
Der Quartalsbericht von Oktober 2014 berichtete von 322 laufenden SIGAR - Ermittlungen.

### Spezialprojekte
Das SIGAR Special Projects-Team wurde gegründet, um aufkommende Probleme zu untersuchen und umgehend umsetzbare Berichte an Bundesbehörden und den Kongress zu übermitteln. Die Berichte des Special Projects decken eine breite Palette von Programmen und Aktivitäten ab. Das Büro besteht aus Wirtschaftsprüfern, Analysten, Ermittlern, Anwälten, Sachverständigen und anderen Spezialisten, die ihr Fachwissen schnell und gemeinsam auf aufkommende Probleme und Fragen anwenden können.

### Koordinierter Mittelabfluss
Gemäß seinem Mandat koordiniert sich SIGAR mit den anderen mit der Überwachung des Projektes Wiederaufbau Afghanistan befassten Generalinspektoren:
- Office of the Inspector General, U.S. Department of Defense
- Office of the Inspector General of the Department of State
- Office of Inspector General, U.S. Agency for International Development

Gemeinsam wurde eine Strategie für die Überwachung des Mittelabflusses von 104 Mrd. USD des Projektes Wiederaufbau Afghanistan gefunden.

### Themenberichte

#### 6 Faktoren die zum Zusammenbruch der Afghanischen Regierung beitrugen
Die Institution bestand 2022 und veröffentlichte periodische und themenorientierte Berichte.
Beispielsweise wurde berichtet, dass 6 Faktoren zum Zusammenbruch der Afghanischen Regierung beitrugen:
1. Erstens versäumte es die afghanische Regierung zu erkennen, dass die Streitkräfte der Vereinigten Staaten tatsächlich aus dem Land abrückten.
2. Zweitens hat der Ausschluss der afghanischen Regierung von den Gesprächen zwischen den USA und den Taliban diese geschwächt und untergraben und die ermutigten Taliban ermutigt, einen militärischen Sieg anzustreben.
3. Drittens bestand die afghanische Regierung trotz ihrer geschwächten Position während der innerafghanischen Verhandlungen darauf, dass die Taliban in die Republik integriert werden, was Fortschritte bei den Friedensgesprächen behinderte.
4. Viertens waren die Taliban nicht kompromissbereit, was das Potenzial für eine politische Verhandlungslösung weiter behinderte.
5. Fünftens regierte Präsident Ashraf Ghani durch einen äußerst selektiven, engen Kreis von Loyalisten und destabilisierte die Regierung an einem kritischen Punkt.
6. Schließlich trugen der hohe Zentralisierungsgrad der afghanischen Regierung, der Kampf um Legitimität und die endemische Korruption langfristig zu ihrem schließlichen Zusammenbruch bei und bereiteten die Bühne für das letzte Kapitel der Republik.[14]

#### Ausgewählte Themenberichte
- Betäubungsmittel-Polizei in Afghanistan: US-Hilfe für Provincial Einheiten, Zuwendungen nicht vollständig nachvollziehbar, Formale Fähigkeitsbewertungen sind erforderlich.[15]
- Pul-e-Charkhi prison: Nach 5 Jahren und 18,5 Millionen US-Dollar bleibt das Renovierungsprojekt unvollständig[16]
- Sonderbericht: Mohnanbau in Afghanistan, 2012 und 2013.[17]
- Drei mobile Fernsehproduktionswagen für afghanische Fernsehsender.[18]
- Was wir lernen müssen: Lehren aus zwanzig Jahren Wiederaufbau Afghanistans.[19]